# Павол Діня
Павол Діня (словац. Pavol Diňa, нар. 11 липня 1963, Снина) — чехословацький і словацький футболіст, що грав на позиції нападника.
Виступав, зокрема, за клуби «Дукла» та «ДАК 1904», а також національну збірну Словаччини.

## Клубна кар'єра
У дорослому футболі дебютував 1981 року виступами за команду «Футура», в якій провів два сезони. 
Своєю грою за цю команду привернув увагу представників тренерського штабу клубу «Дукла», до складу якого приєднався 1983 року. Відіграв за команду з Банської Бистриці наступні сім сезонів своєї ігрової кар'єри. Більшість часу, проведеного у складі «Дукли», був основним гравцем атакувальної ланки команди.
У 1990 році уклав контракт з клубом «ДАК 1904», у складі якого провів наступні чотири роки своєї кар'єри гравця.  Граючи у складі «ДАК 1904» також здебільшого виходив на поле в основному складі команди. У складі «ДАК 1904» був одним з головних бомбардирів команди, маючи середню результативність на рівні 0,4 гола за гру першості.
Згодом з 1994 по 1997 рік грав у складі команд «Кошиці», «Локомотив» (Кошиці) та «Футура».
Завершив ігрову кар'єру у команді «Земплін», за яку виступав протягом 1997—1999 років.

## Виступи за збірну
У 1994 році дебютував в офіційних матчах у складі національної збірної Словаччини.
Загалом протягом кар'єри в національній команді, яка тривала 1 рік, провів у її формі 3 матчі.